# Jackie Mudie
John Knight Mudie (Dundee, 1930. április 10. – Stoke-on-Trent, 1992. március 2.) skót válogatott labdarúgó. 

## Pályafutása

### Klubcsapatban
1947 és 1961 között a Blackpool csapatában játszott, melynek színeiben több mint 300 mérkőzésen lépett pályára. 1960 és 1964 között a Stoke City játékosa volt. 1963-tól 1967-ig a Port Vale együttesében szerepelt. 

### A válogatottban
1956 és 1958 között 17 alkalommal szerepelt a skót válogatottban és 9 gólt szerzett. Részt vett az 1958-as világbajnokságon, ahol a Paraguay elleni csoportmérkőzésen gólt szerzett.

## Sikerei, díjai
Blackpool FC
- Angol kupagyőztes (1): 1952–53

Stoke City
- Angol másodosztályú bajnok (1): 1962–63